# Karl August Kütner
Karl August Küt(t)ner (* 29. November 1748 in Görlitz; † 1. Januar 1800 in Mitau) war ein deutscher Dichter und Literaturhistoriker.
Karl August Kütner wurde 1748 als Sohn eines Buchbinders in Görlitz geboren. Nach der Schulzeit  absolvierte er von 1767 bis 1772 in Leipzig ein Philologiestudium mit dem Schwerpunkt Alte Sprachen. In diese Zeit fallen erste dichterische Versuche. Danach war er kurze Zeit als Hauslehrer in der Nähe von Moskau tätig, 1774 wurde er Lehrer am Gymnasium in Mitau, der Hauptstadt des Herzogtums Kurland. 1775 berief ihn der kurländische Herzog Peter an die in Mitau neugegründete Academia Petrina als Professor für Altphilologie. In den folgenden Jahren entstanden literaturhistorische Werke und seine Prosaübersetzungen altgriechischer Literatur, darunter die erste Prosaübersetzung der Ilias in deutscher Sprache. 1784 ist er Herausgeber der Mitauschen Monatsschrift, die allerdings nur zwei Jahre Bestand hatte. Er starb 1800 in Mitau.

## Schriften
- Homer, Ilias (2 Bde., Prosaübersetzung, 1771/73)
- Idyllen des Theocrit, Bion, Moschus und Koluthus (Prosaübersetzung, 1772)
- Vierzehn Oden (1773)
- Orpheus, Argonauten (Prosaübersetzung, 1773)
- Kallimachos, Hymnen (Prosaübersetzung, 1773)
- Musäus, Hero und Leander (Prosaübersetzung, 1773)
- Charaktere teutscher Dichter und Prosaisten, von Karl dem Großen bis aufs Jahr 1780 (2 Bände, 1781)
- Mitauische Monatsschrift (1784/85)
- Kuronia. Oder: Dichtungen und Gemälde aus den ältesten kurländischen Zeiten (2 Bände, 1791)
- Kurona. Oder: Dichtungen und Gemälde aus den ältesten kurländischen Zeiten (2 Bände, 1793)